# Cinnamon Bay
Cinnamon Bay je zaljev i plaža na otoku St. John, unutar Nacionalnog parka Djevičanski otoci, na Američkim Djevičanskim otocima.

## Geografija
Zaljev se nalazi istočno od zaljeva Trunk Bay i oko milju zapadno od plaže Maho Bay. Plitka, bistra voda i kratka udaljenost do Cinnamon Caya (malog, niskog, pješčanog otoka) čine Cinnamon Bay izvrsnim za ronjenje s disalicom. Nalazi se u blizini povijesne kolonijalne danske plantaže Cinnamon Bay, muzeja na otvorenom proizvodnje šećera u danskoj Zapadnoj Indiji.

## Rekreacija
Kampiranje u Nacionalnom parku Djevičanskih otoka dopušteno je samo u odmaralištu i kampu Cinnamon Bay  Arhivirana inačica izvorne stranice od 22. siječnja 2021. (Wayback Machine) - Služba Nacionalnog parka ne dopušta kampiranje u prirodi ili na plaži. Odmaralište i kamp Cinnamon Bay nudi gola mjesta, platforme natkrivene šatorima, dostupne održive eko-šatore i kućice, zajedno s restoranom (RainTree Café) i malom trgovinom na plaži. Programi Park Service nude se u malom amfiteatru. Osim toga, u kampu je dostupan širok izbor tjednih aktivnosti, poput filmova o ronjenju i kulturnih prezentacija. Cinnamon Bay Water Sports iznajmljuje opremu za ronjenje, morske kajake, daske za Jedrenje na dasci i male jedrilice, a nudi i poduku. Volonteri dobivaju priliku sudjelovati u arheološkom iskapanju na pretkolumbovskom ceremonijalnom mjestu Taina.
Prilike za planinarenje dostupne su na stazi Cinnamon Bay Nature Trail i stazi sličnog naziva Cinnamon Bay Trail.  Duž staza se mogu vidjeti divlje životinje i ruševine koje su ostavili danski doseljenici, uključujući ruševine izvorne tvornice šećera Cinnamon Bay direktno preko puta ulaza u kamp. Prijevoz do i od lučkog grada Cruz Bay dostupan je safari taksijem za 7 USD po osobi.

## Vanjske poveznice
|  | Zajednički poslužitelj ima još gradiva o temi Cinnamon Bay |

- Službeno web mjesto Nacionalnog parka Djevičanskih otoka
- Cinnamon-bay.com: turističke informacije zaljeva Cinnamon Bay  Arhivirana inačica izvorne stranice od 21. prosinca 2022. (Wayback Machine)
- Eko-odmaralište Maho Bay
- Botanical Villa — privatni kamp i hostel u blizini Cinnamon Baya .